# Forgotten Realms: Demon Stone
Forgotten Realms: Demon Stone é um jogo eletrônico lançado em 2004 para vários consoles, incluindo PlayStation 2 e Xbox.

## Personagens do jogo
Segue a lista de personagens.

### Principais
- Rannek, o lutador
- Illius, o Feiticeiro
- Zhai, a ladra

### Personagens Secundários
- Khelben "Blackstaff" Arunsun
- Drizzt Do'Urden

### Vilões Principais
- Ygorl, o Senhor Slaad
- Cireka, o Githyanki Geral

#### Monstros
- Orcs
- Trolls
- Githyanki
- Githyanki Warriors
- Githyanki Warlocks
- Slaadi
- Red Slaadi
- Green Slaadi
- Bugbears
- Yuan-ti
- Arqueiros Yuan-ti
- Melee Yuan-ti
- Abominations Yuan-ti
- Guarda Abominavel Yuan-ti
- Arqueiro Abominavel Yuan-ti
- Aranhas
- Aranhas da selva
- Aranhas de cristal
- Red Dragon
- Guardiões Blindado

## História
R.A. Salvatore escreveu o roteiro do jogo, que começa com Rannek, um lutador humano, tropeçando em uma batalha entre dois exércitos  orc]. À medida que ele vem em auxílio de duendes de madeira capturados pelos orcs, um meio -drow [Drow (Dungeons & Dragons) | drow, meio-elfo chamado Zhai e um feiticeiro chamado Illius juntar-se à batalha. Em última análise, Rannek, Zhai e Illius são conduzidos para as Minas Gemspark próximas por um dragão,  Caminus. Dentro das minas, eles liberam acidentalmente os senhores da guerra Ygorl e Cireka de sua prisão em uma Pedra Demon. Os três escapam dos senhores da guerra e decidem unir forças para aprisioná-los novamente.
Depois de evacuar a aldeia de Cedarleaf nas margens do bosque, atacada por Cireka e seus soldados Githyanki, eles aconselharam o mentor de Illius, Khelben Blackstaff. Ele diz que eles precisarão de uma nova Demon Stone; pode-se encontrar na posse das pessoas Yuan-ti. Quando os três deixam, Ygorl chega montando Caminus e ataca a torre de Khelben. A torre é destruída quando os três escapam.
Depois de derrotar o Yuan-ti e reivindicar a Demon Stone, eles vão ver Drizzt Do'Urden, um drow que não segue os modos normalmente cruéis de seu povo, na esperança de que ele possa ajudá-los a encontrar Cireka. Ele os dirige para um portal abandonado no Underdark, já que seria onde ela se sentiria mais confortável. Quando eles encontram o portal, eles também encontram Cireka e sua horda Githyanki pronto para usá-lo. Quando os três atacam os Githyanki, Ygorl chega com a sua Slaad horda. Illius tenta aprisionar os dois senhores da guerra na Pedra do Demônio, mas Ygorl se força e Cireka através do portal antes que Illius possa ter sucesso. Os três seguem os senhores da guerra através do portal para o guarida de Caminus. Lá, Cireka é morto pelo dragão, e Ygorl foge por outro portal. Os três trabalham juntos para matar Caminus e, em seguida, perseguem Ygorl através do portal.
O portal leva-os de volta às Gemspark Mines. Depois de lutar contra o acúmulo de Ygorl, eles usam um portal que leva ao Limbo, onde Ygorl espera por eles. Lá, os heróis se envolvem em um duelo final com Ygorl, finalmente matando-o. Eles são bem-vindos em Cedarleaf como heróis. Aqui, Khelben Blackstaff chega através de um portal, tendo sobrevivido ao assalto em sua torre. Ele traz os agradecimentos do rei e a oferta da terra indomável de Vasa para ser sua.

## Jogabilidade
Os jogadores têm controle sobre os três personagens e podem mudar de personagem a qualquer momento (depois de chegarem os três heróis principais). Há muitos movimentos de luta, e os jogadores devem usar as habilidades de cada personagem para jogar de forma eficaz. Rannek usa uma espada e quebra as coisas com suas luvas. Illius luta com uma equipe e usa magia (o ataque mais variado do alcance do jogo, os outros dois podem jogar facas (Zhai) ou machados (Rannek)). Zhai usa dois punhais e torna-se invisível nas sombras - isso é útil para se esgueirar em inimigos e matá-los. Bosses dominam personagens em luta individual, mas podem ser derrotados com o poder combinado de todos os três heróis. Embora grande parte do jogo seja hack-and-slash, existem várias tarefas que requerem o uso de várias habilidades.

## Recepção crítica
O jogo recebeu uma resposta positiva da crítica. Heather Newman da "[Detroit Free Press]]" chamou o jogo "extraordinariamente cinematográfico", acrescentando que "o diálogo e a linha de história Salvatore criados contribuíram substancialmente para essa sensação". Judy Siegel-Itzkovich do  Jerusalem Post  deu o jogo quatro estrelas e meia. Ela elogiou os gráficos como "excelentes", e o som, chamando a música "excitante e dramática", a voz que atua "de alta qualidade" e os efeitos sonoros "altamente realistas". Ela concluiu dizendo que, embora os fãs adorem o jogo, é muito curto eo elemento hack and slash se torna "repetitivo".
Demon Stone foi nomeado para dois prêmios pela Academia Britânica de Artes de Cinema e Televisão (BAFTA),  quatro prêmios da Academia de Artes e Ciências Interativas.